# Boreotettix bidentatus
Boreotettix bidentatus är en insektsart som först beskrevs av DeLong och Davidson 1935.  Boreotettix bidentatus ingår i släktet Boreotettix, och familjen dvärgstritar. Enligt den finländska rödlistan är arten nära hotad i Finland. Arten är reproducerande i Sverige. Artens livsmiljö är rikkärr.